# 大西学園短期大学
大西学園短期大学（おおにしがくえんたんきだいがく）は、神奈川県川崎市において1950年に設置計画のあった日本の私立短期大学である。

## 概要
- 神奈川県川崎市[注釈 1]において設置される予定のあった日本の私立短期大学で、その計画元は財団法人大西学園[注 1]。
- 1928年3月28日に文部大臣[注 2]より設置認可された中原高等女学校を源流となっている[注 3]。
- 1949年10月、文部省[注釈 2]に短期大学の設置認可に関する申請を行う[注 4]。
- しかし結果的には不可となり、以後は再申請されることもなく日の目をみることはなかった。

## 設置予定の学科
- 国文学科 入学定員200名
- 英文学科 入学定員200名